# Letitia Wright
Letitia Wright (Georgetown, Guyana, 1993. október 31. –) guyanai származású angol színésznő. Ő játszotta Shurit a Fekete Párduc, a Bosszúállók: Végtelen háború és a Bosszúállók: Végjáték című filmekben.

## Élete
1993. október 31-én született a guyanai Georgetownban. Családjával hétéves korában költöztek Londonba, és ott is járt iskolába.

## Filmográfia

### Film
| Év   | Magyar cím                     | Eredeti cím                    | Szerep              | Magyar hang        |
| ---- | ------------------------------ | ------------------------------ | ------------------- | ------------------ |
| 2011 |                                | Victim                         | Nyla                |                    |
| 2012 | A bátyám árnyékában            | My Brother the Devil           | Aisha               |                    |
| 2015 |                                | Urban Hymn                     | Jamie Harrison      |                    |
| 2018 | The Commuter – Nincs kiszállás | The Commuter                   | Jules Skateboarder  |                    |
| 2018 | Ready Player One               | Ready Player One               | Reb                 |                    |
| 2018 | Fekete Párduc                  | Black Panther                  | Shuri               | Törőcsik Franciska |
| 2018 | Bosszúállók: Végtelen háború   | Avengers: Infinity War         | Shuri               | Törőcsik Franciska |
| 2019 |                                | Guava Island (rövidfilm)       | Yara Love           |                    |
| 2019 | Bosszúállók: Végjáték          | Avengers: Endgame              | Shuri               | Törőcsik Franciska |
| 2021 | Énekelj! 2.                    | Sing 2                         | Nooshy (hangja)     | Szilágyi Csenge    |
| 2022 | Halál a Níluson                | Death on the Nile              | Rosalie Otterbourne | Törőcsik Franciska |
| 2022 | Fekete Párduc 2.               | Black Panther: Wakanda Forever | Shuri               | Törőcsik Franciska |

### Televízió
| Év   | Magyar cím          | Eredeti cím     | Szerep                              | Megjegyzések               |
| ---- | ------------------- | --------------- | ----------------------------------- | -------------------------- |
| 2011 | Holby Városi Kórház | Holby City      | Ellie Maynard                       | két epizód                 |
| 2011 |                     | Random          | lány (stáblistán nincs feltüntetve) | tévéfilm                   |
| 2011 | Nagykutya           | Top Boy         | Chantelle                           | négy epizód                |
| 2013 |                     | Coming Up       | Hannah                              | egy epizód                 |
| 2014 |                     | Glasgow Girls   | Amal                                | tévéfilm                   |
| 2014 |                     | Chasing Shadows | Taylor Davis                        | egy epizód                 |
| 2015 |                     | Banana          | Vivienne Scott                      | három epizód               |
| 2015 |                     | Cucumber        | Vivienne Scott                      | négy epizód                |
| 2015 | Ki vagy, doki?      | Doctor Who      | Anahson                             | egy epizód                 |
| 2016 |                     | Humans          | Renie                               | hét epizód                 |
| 2017 | Fekete tükör        | Black Mirror    | Nish                                | egy epizód (Fekete múzeum) |
| 2020 | Kis fejsze          | Small Axe       | Altheia Jones                       | egy epizód                 |
| 2021 |                     | I Am...         | Danielle                            | egy epizód                 |